# Marlon Brando
Marlon Brando Jr.  (ur. 3 kwietnia 1924 w Omaha, zm. 1 lipca 2004 w Los Angeles) – amerykański aktor, gwiazda filmowa, odtwórca ról w takich filmach jak Tramwaj zwany pożądaniem, Na nabrzeżach, Dziki, Ojciec chrzestny czy Czas apokalipsy. Wyreżyserował też western Dwa oblicza zemsty, w którym sam zagrał. American Film Institute umieścił go na 4. miejscu w rankingu The 50 Greatest American Screen Legends.
Wypracował własny styl gry aktorskiej, oparty na systemie Stanisławskiego. Konsekwencją postawy aktorskiej Brando była niechęć do uczenia się ról - podczas kręcenia scen plan filmowy był obwieszony kartkami z jego kwestiami. Jego styl aktorski miał wpływ na takich aktorów jak James Dean, Paul Newman i Robert De Niro.
Był laureatem wielu prestiżowych nagród, m.in. dwóch Oscarów (oprócz tego zdobył jeszcze sześć nominacji) – za Na nabrzeżach i Ojca chrzestnego.

## Życiorys

### Młodość
Urodził się w Omaha w stanie Nebraska jako syn Dorothy Julii (z domu Pennebaker; 1897–1954) i Marlona Brando Sr. (1895–1965), producenta pestycydów i pasz chemicznych. Miał dwie starsze siostry: Jocelyn Brando (1919–2005) i Frances (1922–1994). Jego rodzina była pochodzenia niemieckiego, holenderskiego, angielskiego i irlandzkiego. Wychowywał się w wierze Stowarzyszenia Chrześcijańskiej Nauki. Kiedy miał 11 lat, wraz z rodziną przeprowadził się do Evanston. W 1937 wraz z rodziną przeniósł się do Libertyville w Illinois, gdzie uczęszczał do Libertyville High School. Naukę kontynuował w Shattuck Military Academy w Faribault w stanie Minnesota.

### Kariera

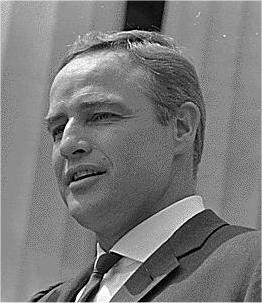
Marlon Brando (1963)

W 1944 na warsztatach aktorskich w New School poznał Stellę Adler, która zapoznała go z systemem Stanisławskiego. Gdy Brando odnosił sukcesy zawodowe, Lee Strasberg próbował przypisać sobie zasługi za nauczenie go aktorstwa. Marlon często podkreślał, że to właśnie Stella uczyła go gry aktorskiej– a później Elia Kazan. W tym samym roku zadebiutował na Broadwayu w Music Box Theatre jako Nels w dramacie I Remember Mama u boku Oskara Homolki. W 1947 na deskach Ethel Barrymore Theatre wystąpił jako Stanley Kowalski w spektaklu Tennessee Williamsa Tramwaj zwany pożądaniem. Wkrótce zadebiutował na kinowym ekranie w roli Kena Wiloceka w dramacie Freda Zinnemanna Pokłosie wojny (The Men, 1950) z Teresą Wright, Everettem Sloane i Dorothy Tree.
Kreacja Stanleya Kowalskiego w dramacie Elii Kazana Tramwaj zwany pożądaniem (A Streetcar Named Desire, 1951) przyniosła mu nominację do Oscara dla najlepszego aktora pierwszoplanowego i nagrody nowojorskich krytyków. Z kolei za postać meksykańskiego rewolucjonisty Emiliano Zapaty w dramacie historycznym tego samego reżysera Viva Zapata! (1952) po raz drugi był nominowany do Oscara dla najlepszego aktora pierwszoplanowego, a także otrzymał nagrodę BAFTA w kategorii najlepszy aktor pierwszoplanowy i Złotą Palmę na Międzynarodowym Festiwalu Filmowy w Cannes. Kolejną nominację do Oscara i nagrodę BAFTA zdobył za rolę Marka Antoniusza w filmie kostiumowym Josepha L. Mankiewicza Juliusz Cezar (Julius Caesar, 1953).
Grał główne role w dramatach, komediach i westernach, gdzie zwykle wcielał się w postaci zbuntowanych bohaterów o skomplikowanej psychice. W dramacie László Benedeka Dziki (The Wild One, 1954) zagrał Johnny’ego Strablera, motocyklistę-awanturnika. Jako Terry Malloy w melodramacie kryminalnym Na nabrzeżach (On the Waterfront, 1954) został uhonorowany Oscarem, Złotym Globem i nagrodą BAFTA dla najlepszego aktora pierwszoplanowego.
Francis Ford Coppola, któremu powierzono wyreżyserowanie Ojca Chrzestnego, wraz z producentem  Robertem Evansem planował obsadzenie w roli Vita Corleone Lawrence'a Oliviera (który jednak odmówił z powodów zdrowotnych) lub Marlona Brando, uznając ich za najlepszych aktorów na świecie. Albert S. Ruddy, producent filmu, zgodził się z tym wyborem, natomiast szefowie studia Paramount byli przeciwni obsadzeniu Brando ze względu na jego reputację jako osoby, z którą trudną współpracować na planie filmowym. Stanley Jaffe zdecydowanie odmówił Coppoli zaangażowania Marlona Brando, później jednak złagodził stanowisko, wyznaczając trzy warunki obsadzenia Brando; znacznie mniejsze wynagrodzenie, wzięcie na siebie odpowiedzialności finansowej za wszelkie opóźnienia produkcji oraz próbne nagrania. Ostatecznie Brando otrzymał rolę, co było punktem zwrotnym w jego karierze. W 1973 r. został za nią nagrodzony Oscarem, jednak odmówił przyjęcia tego wyróżnienia na znak protestu przeciwko dyskryminacji Indian i ich fałszywemu przedstawianiu w westernach oraz w geście poparcia dla Indian z Ruchu Indian Amerykańskich okupujących Wounded Knee w rezerwacie Pine Ridge. Zamiast niego na scenę wyszła młoda Indianka Sacheen Littlefeather (Maria Cruz), która w jego imieniu odmówiła przyjęcia nagrody oraz wyjaśniła tego powody (Brando wspierał potem m.in. przywódcę okupacji Dennisa Banksa).
Następnym filmem, w którym zagrał Brando, było Ostatnie tango w Paryżu w reżyserii Bernarda Bertolucciego. Podobnie jak w poprzednich filmach, odmawiał uczenia się scenariusza na pamięć, zamiast tego zapisywał swoje kwestie na kartkach i umieszczał je wokół planu filmowego. Występ w filmie przyniósł Marlonowi kolejną nominację do Oscara za najlepszą postać pierwszoplanową.
W 1979 roku Brando zagrał pułkownika Waltera E. Kurtza w dramacie wojennym Czas apokalipsy Francisa Forda Coppoli.
Oprócz nagród prestiżowych, miał na swoim koncie także Złotą Malinę za rolę w filmie Wyspa doktora Moreau oraz dwie nominacje – za Wzór i Kolumba odkrywcę.
W 2001 roku, razem z m.in. Chrisem Tuckerem, wystąpił w teledysku Michaela Jacksona do piosenki „You Rock My World” z albumu Invincible.

## Życie prywatne
Był krótkofalowcem (znak FO5GJ). Był też właścicielem małego archipelagu wysp na Oceanie Spokojnym, gdzie mieszkał przez pewien okres życia.
W biografii The Only Contender, wydanej w 1976 roku, publicznie ujawnił swoją biseksualność, pisząc: Jak wielu mężczyzn miałem doświadczenia homoseksualne i nie wstydzę się tego. Jego partnerami byli: Vito Christi, Paul Newman, Burt Lancaster, Carlo Fiore, Laurence Olivier (1951), John Gielgud, Leonard Bernstein, Noël Coward, Tab Hunter, Clifford Odetts, Tyrone Power, Marvin Gaye, Montgomery Clift (na odwagę, razem biegli nago wzdłuż Wall Street), James Dean i Rock Hudson, a także Wally Cox (od 1955 do lutego 1973), Richard Pryor (w latach 70.) i Christian Marquand (1994–2000). Romansował z Vivien Leigh (1951), Shelley Winters (1951), Katy Jurado (1951–1961), Jackie Collins (1952), Diahann Carroll (1954), Merle Oberon (1954) i Ritą Moreno (od maja 1954 do września 1962).
W 1955 związał się z Anną Kashfi, z którą się ożenił 11 października 1957. Mieli syna Christiana Devi (ur. 11 maja 1958; w 1990 został skazany za morderstwo przyjaciela swojej siostry, zm. 26 stycznia 2008 w wieku 49 lat na zapalenie płuc). Rozwiódł się 22 kwietnia 1959. Spotykał się z Rossaną Rory (1955), Marilyn Monroe (od marca 1955 do sierpnia 1962), Lee Meriwether (w grudniu 1955), Tallulah Bankhead (1956). W 1959 poznał Movitę Castanedę. Pobrali się 4 czerwca 1960 i mieli dwójkę dzieci: Miko (ur. 1961) i Rebeccę (ur. 1966). Jednak w 1962 doszło do rozwodu. Romansował z Joan Collins (1959) i Earthą Kitt (1962). 10 sierpnia 1962 poślubił Taritę Teriipię, z którą miał dwoje dzieci: syna Tehotu (ur. 30 maja 1963) i córkę Taritę Zumi Cheyenne (ur. 13 lutego 1970, popełniła samobójstwo 16 kwietnia 1995). Trzeci raz rozwiódł się 14 lipca 1972. W latach 1988–1996 był związany z Marią Christiną Ruiz, z którą miał troje dzieci: córkę Ninnę Priscillę (ur. 13 maja 1989) oraz dwóch synów – Mylesa Jonathana Brando (ur. 16 stycznia 1992) i Timothy’ego Gahana (ur. 6 stycznia 1994). Adoptował też trójkę dzieci: Petrę (ur. 1972), Maimiti (ur. 1977) i Raiatuę (ur. 1982).
Zmarł 1 lipca 2004 w wieku 80 lat w Westwood, zachodniej dzielnicy Los Angeles, w wyniku rozwijającej się przez lata bulimii i niewydolności serca.

## Filmografia
- 1950: Pokłosie wojny (The Men)
- 1951: Tramwaj zwany pożądaniem (A Streetcar Named Desire)
- 1952: Viva Zapata!
- 1953: Juliusz Cezar (Julius Caesar)
- 1954: Na nabrzeżach (On the Waterfront)
- 1954: Dziki (The Wild One)
- 1954: Desirée
- 1955: Faceci i laleczki (Guys and Dolls)
- 1956: Herbaciarnia „Pod Księżycem” (The Teahouse of the August Moon)
- 1957: Sayonara
- 1958: Młode lwy (The Young Lions)
- 1959: Jak ptaki bez gniazd (The Fugitive Kind)
- 1961: Dwa oblicza zemsty (One-Eyed Jacks)
- 1962: Spokojny Amerykanin (The Ugly American)
- 1962: Bunt na Bounty (Mutiny on the Bounty)
- 1964: Opowieści do poduszki (Bedtime Story)
- 1966: Appaloosa (The Appaloosa)
- 1966: Obława (The Chase)
- 1967: W zwierciadle złotego oka (Reflections in a Golden Eye)
- 1967: Hrabina z Hongkongu (A Countess from Hong Kong)
- 1969: Queimada (Burn!)
- 1971: Koszmary (The Nightcomers)
- 1972: Ojciec chrzestny (The Godfather)
- 1973: Ostatnie tango w Paryżu (Last Tango in Paris)
- 1976: Przełomy Missouri (The Missouri Breaks)
- 1978: Superman (Superman)
- 1979: Czas apokalipsy (Apocalypse Now)
- 1980: Wzór (The Formula)
- 1989: Sucha biała pora (A Dry White Season)
- 1990: Nowicjusz (The Freshman)
- 1992: Kolumb odkrywca (Christopher Columbus)
- 1996: Don Juan DeMarco
- 1996: Wyspa doktora Moreau (The Island of Doctor Moreau)
- 1997: Odważny (The Brave)
- 1998: Łatwa forsa (Free Money)
- 2001: Rozgrywka (The Score)